# Сага Норен
Сага Норен (в русскоязычной литературе также нередко встречается вариант написания Нурен) — персонаж и главная героиня датско-шведского сериала «Мост» (швед. Bron, дат. Broen, 2011—2018). Её сыграла шведская актриса София Хелин (род. 1972). Сага представлена в первом эпизоде сериала как талантливый следователь и сотрудник полицейского отделения округа Мальмё.
Предполагается, хотя прямо нигде по ходу сериала не заявляется, что Сага имеет синдром Аспергера. Она изображена как нестандартный человек, мало обращающий внимания на социальные нормы, что никак не мешает ей быть блестящим следователем, полностью преданным своему делу.

## Сюжет
В двух первых сезонах напарником Саги становится детектив Мартин Руде (в исполнении Кима Бодниа), с которым они становятся близкими друзьями. Когда во втором сезоне Мартин совершает ошибку, которая стоит ему свободы, Саге приходится заявить на него, что очень повлияет на неё в будущем. Она лишилась друга, при этом не отрицает, что когда он выйдет на свободу, она будет общаться с ним.
После второго сезона Сага становится ещё более замкнутой, она не хочет смотреть на людей и всё чаще опускает голову. Предательства близких заставляют её быть рассеянной, что влияет на работу.
С третьего сезона её новым датским напарником становится детектив Хенрик Сабро (в исполнении Туре Линдхардта), Хенрик понимает сложный характер Саги и принимает его. У них завязываются отношения, они чувствуют зависимость друг от друга.
В четвёртом сезоне Сага признается Хенрику, что чувствует влюблённость, и чтобы быть с ним, делает аборт, так как не видит себя матерью.
Сделанное ею отталкивает Хенрика, и тогда Сага раскрывает дело о похищении его семьи и находит его дочь, чтобы снова быть с ним.
Сага посещает психотерапевта, который помогает ей принять себя. Она принимает и причину, по которой стала полицейским. Когда груз её прошлого падает с плеч, она отвечает на важные вопросы, мучившие её всю жизнь. Сага понимает, что уже может не работать в полиции и решает уехать на время, чтобы всё осознать. Она бросает в воду своё удостоверение с моста, который навсегда изменил её жизнь. Хенрик обещает её ждать.

## Концепция и создание персонажа
Образ Саги Норен задумывался как образ, дополняющий детектива Мартина Руде и полностью ему противоположный. Мартин в сериале предстаёт добродушным, жизнерадостным экстравертом, легко находящим контакт с людьми, в то время как Сага полностью лишена социальных навыков и в глазах окружающих выглядит странно.
Ведущий сценарист сериала Ханс Розенфельдт в своём блоге на BBC написал, что у создателей изначально не было цели создать персонажа именно с синдромом Аспергера, однако большинство зрителей восприняли Сагу именно так из-за её эксцентричного, отстранённого и прямолинейного поведения.
Роль Саги Норен принесла Софии Хелин всемирную популярность.

## Внешний вид
Сага равнодушно относится к своему внешнему виду. Нередко она переодевается прямо в полицейском участке на глазах у коллег. Иногда ходит по участку босиком. Любит кожаные брюки. Носит распущенные волосы и не пользуется декоративной косметикой. Имеет шрамы у губы на правой стороне лица (это шрамы самой актрисы).
Ездит на дорогом винтажном автомобиле 1977 года Porsche 911S оливкового цвета с государственным номером CKK-511. В четвёртом сезоне Сага рассказала Хенрику, что выиграла автомобиль на спор со своим однокурсником в полицейской академии. Суть спора заключалась в том, что Сага станет лучшей на курсе, а её оппонент утверждал, что она будет отчислена.